# Sociale geografie in Nederland na 1970
Na 1960 raakte de Nederlandse sociale geografie in een stroomversnelling. De tegenstellingen tussen de sociaal-geografen van Utrecht en de Amsterdamse sociografen verdwijnen en de invloed van de Angelsaksische en Zweedse geografie werd groter, die van de Franse geografie juist geringer. Na 1960 is de sociale geografie als zelfstandige universitaire studie aanwezig bij vijf universiteiten (Groningen, Utrecht, Nijmegen, Amsterdam UvA en VU). Het aantal studenten nam snel toe en dus ook het aantal stafleden op de verschillende geografische instituten. Dat betekende niet alleen meer onderzoeksmogelijkheden, maar ook meer variatie in aandachtsvelden. Overigens, na 1985 nam de groei van het aantal studenten duidelijk af. De overheid beperkte het aantal opleidingen sociale geografie, waardoor de opleiding aan de Vrije Universiteit Amsterdam afgebouwd moest worden. De overgebleven opleidingen werden ook daarna verschillende keren getroffen door bezuinigingsmaatregelen.
Een selectie van thema's, specialisaties en aandachtsvelden volgt hieronder.

## De Zestigers: oecologisch complex en ruimtelijk systeem
In de periode 1960-1970 werden de theoretische uitgangsposities van de Nederlandse sociale geografie grondig veranderd. Het tot dan toe sterk beschrijvende karakter maakte plaats voor veel meer aandacht voor wetmatigheden. Het toegepaste karakter bleef, maar het begrippenapparaat werd aangepast aan de eisen van de veranderende maatschappelijke werkelijkheid (industrialisatie en verstedelijking).
Algemeen wordt het begin van de koerswijziging gelegd bij de studie van Chris van Paassen, Piet Kouwe en Gerrit Wissink over de Haarlemmermeer (1955). Van Paassen zet vervolgens de toon met zijn klassiek geworden, zeer invloedrijke studie over het 'Geografische structurering en Oecologisch complex'. Gerard Hoekveld ontwikkelde op basis daarvan de befaamde 'bollenkubus' van de sociaal-ruimtelijke structuur. Jan Lambooy nam het systeembegrip bij de hand om op een andere manier naar regio’s te kijken.

## Het tijd-ruimte-perspectief
In Zweden was de factor tijd onder leiding van Torsten Hägerstrand op een nieuwe manier onder de aandacht van geografen gebracht. Voor de geograaf Hägerstrand was tijd niet ondergeschikt maar gelijkwaardig aan de factor ruimte bij het analyseren van menselijk gedrag. De basis voor zijn tijdgeografie vormde de analyse van de tijd-ruimte paden die iemand in de loop van een dag, een jaar of een leven aflegde (tijd-ruimtegedrag).
In Nederland zijn Hägerstrands ideeën onder anderen toegepast door Rob van Engelsdorp Gastelaars in stedelijk onderzoek, door Paulus Huigen in onderzoek naar het gebruik van plattelandsvoorzieningen en door Adri Dietvorst in onderzoek naar het ruimtelijk gedrag van toeristen. Ben de Pater analyseerde de achtergronden en ontwikkelingen van de begrippen ruimte en tijd

## Stad en stedelijk systeem
Stad en stedelijk systeem zijn bij uitstek het werkterrein van de stadsgeografie. In de Nederlandse stadsgeografie na 1960 ging de aandacht met name uit naar steden als centrale plaatsen (centraleplaatsentheorie), de hiërarchie van stedelijke centra en verzorgingsgebieden en de sociaal-ruimtelijke geleding van de steden zelf. Het gaat in het laatste geval om de ruimtelijke aspecten van sociaal-economische status, van leefstijl (onder andere het proces van gentrification), van etnische achtergronden (segregatie) en van stadsvernieuwing. Maatschappijkritische geografen als David Harvey en Manuel Castells hebben grote invloed (Maatschappijkritische geografie).
Willem Heinemeijer, Rob van Engelsdorp Gastelaars, Gerard Hoekveld, Jan Buursink en Hans van Amersfoort gaven belangrijke impulsen aan de Nederlandse stadsgeografie na 1960.
De eerste studies naar de ruimtelijke aspecten van de informele sector in steden kwamen uit het Economisch Geografisch Instituut van de Universiteit van Amsterdam. Dit instituut stond onder leiding van Jan Lambooy

## Ruimtelijk keuzegedrag
Na 1960 gingen sociaal-geografen zich sterk interesseren voor de dynamische aspecten van ruimtelijke structuren. De aandacht ging uit naar de relaties tussen ruimtelijk gedrag en ruimtelijke structuur. In het verlengde van studies over centrale plaatsen en verzorgingsgebieden ontstond de behoefte meer te weten over het ruimtelijk gedrag van de consument. Dat resulteerde in studies over het ruimtelijk koopgedrag. Ruimtelijke perceptie en de relatie preferentie-ruimtelijk gedrag vormden aspecten van dit type onderzoek. Opvallend is dat dit terrein van onderzoek veel modelbouw laat zien: Graviteitsmodellen (zie Graviteitsmodel in de geografie, Entropie-maximalisatiemodelen, Ruimte-preferentiemodellen en Ruimtelijke keuzemodellen. Harry Timmermans, hoogleraar aan de TU Eindhoven, heeft veel werk gemaakt van de modellering van het ruimtelijk keuzegedrag.
Andere facetten van ruimtelijk keuzegedrag en ook onderwerp van sociaalgeografisch onderzoek betreffen: migratie, woon-werkrelaties, verhuisgedrag en mobiliteit

## Strijd om ruimte in de ontwikkelingsgebieden
Aan het einde van de periode 1960-1970 ontstond de specialisatie sociale geografie van de ontwikkelingslanden. Voor de Tweede Wereldoorlog hadden geografen ook wel aandacht voor de Derde Wereld, maar de ‘koloniale geografie’ was sterk beschrijvend van aard en verschillen in niveaus van sociaal-economische ontwikkeling werd in die periode niet als erg problematisch gezien. De Universiteit van Utrecht kreeg als eerste een leerstoel sociale geografie van de ontwikkelingslanden in 1969. Jan Hinderink was de eerste hoogleraar. De meeste van zijn publicaties hadden betrekking op Tropisch Afrika. In 1975 kreeg de Katholieke Universiteit een leerstoel sociale geografie van de ontwikkelingslanden. Jan Kleinpenning werd er de eerste hoogleraar. Hij is een van Nederlands meest productieve sociaal-geografen. Onder zijn leiding kwamen 29 dissertaties tot stand. Zij aandacht was vooral gericht op de ontwikkelingsvraagstukken in Latijns-Amerika. Bij zijn afscheid in 1997 werd hij niet opgevolgd. Zijn leerstoel is wegbezuinigd. Aan de Vrije Universiteit van Amsterdam bezette Ad de Bruyne vanaf 1980 een professoraat. Hij was al jaren gespecialiseerd in de sociale geografie van de niet-westerse gebieden. Na de afbouw van de opleiding sociale geografie aan de Vrije Universiteit in de periode 1983-1986, werd De Bruyne hoogleraar in de sociale geografie van de ontwikkelingslanden aan de Universiteit van Amsterdam. Willem Heinemeijer had dit specialisme in de jaren daarvoor tot ontwikkeling gebracht (veel aandacht voor Marokko). De aandacht van De Bruyne was gericht op stedelijke vraagstukken in ontwikkelingsgebieden én op Suriname. Momenteel bezet Ton Dietz een leerstoel gericht op milieuvraagstukken in ontwikkelingslanden.
Rond 1960 werd de oorzaak van onderontwikkeling meer en meer gezocht in de afhankelijkheid van ontwikkelingsgebieden van de rijke landen. Hoewel sommigen deze opvatting betitelden als ‘kapitalistisch determinisme’, was er in de periode 1960-1980 sprake van een levendig debat over imperialisme-theorie, dependencia-theorie en wereldsysteembenadering. Na 1980 kwam er kritiek op een te eenzijdige benadering van het vraagstuk van onderontwikkeling. De regionale geografie kreeg weer meer aandacht omdat men zich meer richtte op de interne relaties en problemen.

## Regio: terug van weggeweest
In de periode voor en kort na de Tweede Wereldoorlog was de regionale geografie als het ware het hart van de geografiebeoefening. De regionale monografie was de kroon op het geografisch werk. Deze idiografische (idiografie) sterk beschrijvende benadering was voor sociaal-geografen die streefden naar het opsporen van wetmatigheden (nomothese) een doodlopende weg. Rond 1960 werd deze traditionele regionale geografie verlaten. Het begrip regio tot dan toe niet veel meer dan een raamwerk voor het presenteren van geografische verschijnselen werd vervangen door regionaal systeem en ruimtelijk systeem. Omdat regio’s gezien werden als mentale constructies, werd er ook meer aandacht besteed aan regionaliseringstechnieken. Er kwam meer aandacht voor de regionale dynamiek en dus voor functionele regio’s en nodale regio’s.
Na 1980 sloop de twijfel over de bruikbaarheid van het systeembegrip de sociale geografie binnen. Het systeembegrip werd als te abstract ervaren. Sociaal-geografen gingen te rade bij de vernieuwers van de sociale theorie, zoals Anthony Giddens en zijn structuratietheorie (ook wel theorie van de structurering). Van Törnqvist haalde men het begrip arena, waardoor de dagelijkse leefwereld in de regionale benadering kon worden opgenomen.
In Nederland heeft met name Gerard Hoekveld zich sterk gemaakt voor een gemoderniseerde regionale geografie. De door hem ontwikkelde regionale geografie steunde op de ideeën van de socioloog/methodoloog Paul Lazarsfeld en van de Finse geograaf Anssi Paasi. De nieuwe regionale geografie wordt ingezet om de ontwikkeling van regionale structuren te verklaren. Piet Lukkes formuleerde de principes voor een toegepaste regionale geografie: de regiologie.

## Multifunctionele plattelandsgebieden
Na 1960 veranderde de sociaalgeografisch aanpak van het platteland. Daarvoor hield men zich vooral bezig met vraagstukken in relatie tot de primaire productie (agrarische geografie) of met de ontwikkeling van nederzettingsvormen. Verstedelijking en mobiliteitsgroei waren verantwoordelijk voor een andere rol van het platteland. Geen wonder dat men meer belangstelling kreeg voor de complexe relaties tussen stad en omliggend gebied. Grote delen van het landelijk gebied werden onderdeel van de dagelijkse actie-ruimte van de werkende mens. Het landelijk gebied werd ontdekt als woongebied, de natuurwaarden kwamen onder druk te staan en toeristen en recreanten namen het in bezit als recreatieruimte. Het platteland werd multifunctioneel. Het platteland is zeker niet het exclusieve onderzoeksterrein van de rurale geografie (plattelandsgeografie). Landbouwwetenschappen, rurale sociologie, rurale economie en demografie bestuderen eveneens plattelandsvraagstukken. Tussen deze wetenschappen ontstond overlap én samenwerking zodat sommigen nu spreken van rural studies.
Thema’s van onderzoek zijn in willekeurige volgorde: Leefbaarheid, kleine kernen, ruraliteit (wat maakt een gebied tot platteland?), bereik en toegankelijkheid. Specifieke aandacht was er voor het vraagstuk van de relatie fysieke structuur en sociaal-economische structuur in plattelandsgebieden. Bereik, ruraliteit, streekidentiteit en streekvorming zijn thema's waaraan Groningse sociaal-geografen onder leiding van Paulus Huigen werken.
Door de verhevigde aandacht voor het platteland als totaliteit was de aandacht voor (economische) landbouwvraagstukken wat op de achtergrond geraakt. Een uitzondering vormde het onderzoek van Nijmeegse geografen naar agribusinesscomplexen.
Recreatie en toerisme ontwikkelden zich als nieuwe functies in landelijke gebieden. Sociaal-geografen in Wageningen, Groningen en Nijmegen schonken er aandacht aan. Thema’s: recreatiedruk, ruimtelijk gedrag van recreanten, beeldvorming, toeristisch-recreatieve complexen, natuurbeleving, recreatief medegebruik en marketing van toeristengebieden.

## Ruimtelijk gedrag van ondernemingen
In de periode 1970-80 gingen economisch-geografen werken aan een andere kijk op de toepassingsmogelijkheden van de vestigingsplaatsleer. Erkend werd dat niet alleen productie- en marktfactoren belangrijk zijn, maar ook de bredere sociale context waarin een onderneming moest functioneren. Dat betekende ook meer aandacht voor opvattingen uit de sociale, culturele en politieke wetenschappen. Deze koerswijziging naar een meer multidisciplinaire aanpak werd de ‘cultural turn’ genoemd.
De onderlinge verwevenheid van bedrijven werd een factor van betekenis voor het onderzoek. Dit is te zien aan de toepassing van de groeipooltheorie en de analyse van het principe van cumulatieve causatie. De analyse van het regionaal-economisch beleid lag in het verlengde van deze ontwikkeling. Verwante thema's waren: regionale ongelijkheid, ruimtelijke gedrag van ondernemingen, contactstelsels, technologische innovatie, productiemilieu, innovatiemilieu, arbeidsmarkt en internationalisering. Op bovengenoemde terreinen zijn onder anderen Jan Lambooy, Egbert Wever, Marc de Smidt, Bert van der Knaap en Oedzge Atzema actief of actief geweest. Piet Pellenbarg heeft de aandacht gevestigd op een cognitieve benadering van het ruimtelijk ondernemersgedrag. Dat betekende onderzoek naar de effecten van mental maps en subjectieve waardering bij ondernemersbeslissingen.
Rond 1990 ontstond er weer belangstelling voor de inzichten van de neoklassieke economie en daarbij voegde zich in het laatste decennium de invloed van de zogenaamde evolutionaire economie.
In het voetspoor van de maatschappijkritische geografie kwam in de Nederlandse economische geografie ook het vraagstuk van de ongelijke (en onrechtvaardige) verdeling van goederen en diensten onder de aandacht. Jan Lambooy was een der eersten die een verband legde tussen ruimtelijke orde en rechtvaardigheid. Het ging om het spanningsveld tussen doelmatigheid en rechtvaardigheid. Gerard Hoekveld heeft in 2005 een opzet gemaakt voor geografisch bruikbare ethische criteria (ethiek en geografie-ethiek)

## Dienstensector
Nauw verweven met het vorige thema was de opkomst van de dienstengeografie, een specialisatie die zich ontwikkelde op het snijvlak van economische geografie en stadsgeografie. De ontwikkeling van de dienstengeografie hing uiteraard ook samen met de tertiairisering van de economie. Dienstverlenende bedrijven en dienstverlenende afdelingen van bedrijven namen een steeds belangrijker deel van de economische groei en de werkgelegenheid voor hun rekening. Binnen de dienstengeografie (in Nederland onder andere ontwikkeld door Jan Buursink) groeiden verschillende aandachtsvelden. Het ruimtelijk consumentengedrag leidden tot een consumptiegeografie. Kantoren, intermediaire diensten, netwerkeconomie en commerciële suburbanisatie werden onderwerp van onderzoek. Winkelcentra (zie ook distributieplanologie), culturele centra en welzijnsvoorzieningen werden eveneens onderzocht.

## Vrouwenstudies
Vrouwenstudies, geografische vrouwenstudies of feministische geografie deed zijn intrede aan de Nederlandse universiteiten in de periode 1980-90. Thema’s van onderzoek waren: tijdbesteding, vrijetijdsbesteding, verzorgingsarrangementen, woonplaatskeuze, tijd-ruimtegedrag, arbeidsdeling , arbeidsmartktparticipatie en sociale veiligheid. Voorts kwam onderzoek op gang op basis van het bredere gender begrip, meer in het bijzonder de analyse van tijd- en plaatsgebonden genderrelaties.

## Vrijetijd
Het heeft enige tijd geduurd voordat in Nederland vraagstukken gerelateerd aan vrijetijd op leerstoelniveau aan de Nederlandse universiteiten werden onderwezen en onderzocht. Voor 1980 was er incidenteel sprake van geografisch georiënteerd recreatieonderzoek, meer specifiek onderzoek naar allerlei aspecten van openluchtrecreatie. Onderzoek naar de ruimtelijke aspecten van toerisme werd nauwelijks gedaan. Vanaf 1980 kwam er een meer regelmatige, zij het nog steeds bescheiden, stroom van onderzoek op gang. Vanaf het begin werd er door sociaal-geografen samengewerkt met sociologen, economen, psychologen en specialisten op het gebied van natuurbeheer.
In 1987 kreeg de Universiteit van Tilburg een leerstoel Vrijetijdswetenschappen, in 1988 volgde de Universiteit Wageningen met een leerstoel Recreatiekunde (later omgezet in een leerstoel Sociaal-ruimtelijke analyse en recreatie/toerisme). De Tilburgse leerstoel heeft een sterke relatie met de cultuurwetenschappen, de Wageningse met de ruimtelijke wetenschappen. In Tilburg werd Theo Beckers benoemd, later Wim Knulst en Hans Mommaas. In Wageningen werd Adri Dietvorst benoemd, later Jaap Lengkeek. In Groningen werd in 1994 een planologische leerstoel ingesteld met accent op erfgoedbeheer en stedelijk toerisme. Gregory Ashworth werd er hoogleraar. Rotterdam volgde ten slotte met een bijzondere leerstoel Toerisme management in 1994. Daar werd de sociaal-geografe Myriam Jansen-Verbeke benoemd, later opgevolgd door Frank Go.
Thema’s van onderzoek in de periode 1980-2000 waren:
Tijd-ruimtegedrag van recreanten en toeristen, tijd-ruimte specifieke innovatie van het toeristisch product, vrijetijdsindustrie, recreatief medegebruik, ruimtelijke transformaties door recreanten en toeristen transformatiemodel, ecotoerisme, authenticiteit en cultureel erfgoed, verbeelding en ruimtelijke veranderingen, toeristisch-recreatieve complexen, toeristisch-recreatieve productontwikkeling, vrijetijdslandschap en belevingswereld.

## Politieke geografie
Vanaf 1980 is er sprake van een herleefde belangstelling voor politiek-geografische vraagstukken. De veranderende machtsverhoudingen aan het einde van het tijdperk van de Koude Oorlog stimuleerden de behoefte aan politiek-geografische analyses. Tijdens de Geografendagen van 1980 was er voor het eerst een sectie politieke geografie georganiseerd. Politieke geografie houdt zich bezig met de interactie tussen politieke en ruimtelijke processen. Steeds terugkerende themá zijn het proces van staatsvorming, de ruimtelijke aspecten/effecten van bestuur en beleid, de ruimtelijke variatie in politieke voorkeuren (verkiezingsgeografie) en ten slotte de internationale betrekkingen en globalisering.
Tot 2002 was er een afzonderlijke leerstoel voor politieke geografie aan de universiteit van Amsterdam. Hoogleraar was Herman van der Wusten. In 2002 is deze leerstoel samengevoegd met die op het gebied van de sociaal-culturele geografie tot dat moment bezet door Hans van Amersfoort. Vanaf 2002 kent de Universiteit van Amsterdam een nieuwe leerstoel sociale geografie in het bijzonder de politieke en culturele verschijnselen. In 2002 werd Hans Knippenberg benoemd.
Politiek-geografen hebben in de periode 1980-2000 onder andere onderzoek gedaan naar de stad als militair operatieterrein, ruimtelijk overheidsbeleid in plattelandsgebieden, grenskwesties, nationale identiteit, verzuiling en etnische groepen in Europa

## Bevolkingsgeografie en demografie
Bevolkingsgeografie is een onderdeel van de sociale geografie. Het onderwerp van bestudering is de ruimtelijke verscheidenheid van de bevolking en bevolkingskenmerken zoals geboorte, leeftijdsopbouw, sterfte en bevolkingssamenstelling. Demografen houden zich bezig met de dynamiek van bevolkingskenmerken (vruchtbaarheid, geboorte, sterfte, leeftijdsopbouw etc.). Beide disciplines vertonen doorgaans veel overlap. De bevolkingsgeografie in Nederland wordt meestal beoefend als deel van de rurale en stadsgeografie. Er is in Nederland geen afzonderlijke leerstoel bevolkingsgeografie.
De demografie is markant aanwezig bij de Universiteit van Groningen, de enige Nederlandse universiteit waar een Master in de demografie behaald kan worden. Leerstoelen: Frans Willekens en Inge Hutter. Deze Groningse demografen hebben voor hun onderzoek een internationale oriëntatie met een accent op ontwikkelingslanden.
Thema’s van het bevolkingsgeografisch getinte onderzoek in de periode 1980-2000 waren: migratie, retourmigratie, pensioenmigratie, verhuisgedrag, vraagstukken van woningbouw, segregatie en integratie, minderheden, groeikernen, nieuwe huishoudens, leegloop en leefstijl

## Aardrijkskundeonderwijs
Tot ongeveer 1965 werd een eerstegraads lesbevoegdheid aardrijkskunde verkregen (afgezien van de akte MO Aardrijkskunde) door het doctoraal examen aan te vullen met enkele pedagogisch-didactische vaardigheden. Aan de inhoud van het vak werden geen bijzondere eisen gesteld. In 1968 sprak Gerard Hoekveld voor het eerst over onderwijsgeografie, een speciale vorm van universitaire geografie gericht op de toepassing in het voortgezet onderwijs. Bij onderwijsgeografie kunnen twee richtingen worden onderscheiden, die elkaar overigens niet uitsluiten. Kort gezegd kan men het accent leggen op de inhoud (hoe moet geografische kennis geschikt worden gemaakt voor de schoolaardrijkskunde) of men kan de aandacht richten op de vaardigheden (wat moet er worden gedaan om leerlingen in het onderwijs geografisch te leren denken).
De inhoudelijke lijn is in de periode 1970-2000 vooral ontwikkeld in Nijmegen en Utrecht. In Nijmegen ontwierp Herman van den Bosch een cultuurkritisch onderwijsgeografisch model. Een leerstoel heeft de Nijmeegse Universiteit op dit gebied niet gekend. In Utrecht kwam vanaf 1974 de geografie voor educatie tot ontwikkeling. Het ging niet alleen om het ontwikkelen van lesmateriaal voor het onderwijs, maar ook voor bijvoorbeeld vorming en voorlichting, tentoonstellingen etc. De Universiteit Utrecht heeft wel een leerstoel Rob van der Vaart. Aan de Vrije Universiteit werd onder leiding van Hans van Westrhenen gewerkt op het aandachtsveld van de vaardigheden, in navolging van de opvattingen van de Amerikaanse onderwijspsycholoog Jerome Bruner.
De algemene ontwikkelingen in het voortgezet onderwijs in Nederland, met sterke accenten op vaardigheden (studiehuis, het nieuwe leren) hebben er mede toe geleid dat onderwijsgeografie inhoudelijk gezien aan de universiteiten minder aandacht heeft gekregen na 1995.

## Milieuproblemen
Milieugeografie werd door Klaas Bouwer omschreven als ‘het wetenschapsgebied waarin milieuproblemen en mens-milieurelaties vanuit een geografische optiek worden bestudeerd’. Omdat aan milieuvraagstukken maatschappelijke factoren ten grondslag liggen, beschouwde Bouwer de milieugeografie als een verbijzondering van de sociale geografie.
Sociaal-geografen hebben in Nederland relatief laat de milieuproblematiek op hun agenda gezet. In 1983 ging de afstudeerrichting Milieugeografie van start aan de Katholieke Universiteit. De eerste hoogleraar op dit gebied was Klaas Bouwer. Onderzoek en onderwijs concentreerden zich op milieuproblemen in Nederland. In 1988 besloot de Nijmeegse universiteit tot een ingrijpende reorganisatie, waarbij de faculteit Geografie en Prehistorie opging in een nieuwe faculteit Beleidswetenschappen. De milieugeografie ging op in een nieuwe opleiding beleidsgerichte milieukunde.
Aan de Universiteit van Amsterdam werd in 1994 een afstudeerrichting milieugeografie in het leven geroepen. Ton Dietz, hoogleraar rurale milieugeografie van de tropen en subtropen, typeerde de Amsterdamse lijn als ‘politieke milieugeografie en –planologie’. Centraal staat de studie van eigendom, gebruik en toegangsmogelijkheden ten aanzien van natuurlijke hulpbronnen door menselijke groepen. Belangrijk daarin is de vraag naar de verschillende belangen in een specifieke situatie. Gelet op het verrichte onderzoek ligt het accent op Nederland en vooral op Afrika.

## Historische geografie
Rond 1970 kwam er een omslag in het denken over ruimtelijke ordening. De periode van de naoorlogse wederopbouw was nagenoeg voltooid en er ontstond ruimte na te denken over de gevolgen van de voortgaande economische expansie. Dat laatste werd versterkt door het verschijnen van het rapport van de Club van Rome en de eerste oliecrisis van 1973. In de nota’s ruimtelijke ordening werd voor het eerst meer aandacht geschonken aan milieu- en ecologische problemen. Cultuurhistorie en landschap kregen eveneens meer aandacht in de verschillende regeringsnota’s. Dit leidde tot nieuwe vragen op het gebied van landschapsonderzoek en landschapsontwikkeling. Voor zaken betreffende historische waarden van het landschap deed men een beroep op historisch-geografen. Kort gezegd houden historisch-geografen zich bezig met de vraag wat mensen op enig moment in het verleden hebben gedaan om zich in een bepaald gebied te handhaven. Meer dan de geschiedenis hanteren zij daarbij een ruimtelijke invalshoek. Er is vaak een sterke relatie met fysische geografie.
Inmiddels was de historische geografie in Nederland zelf binnen de sociale geografie wat geïsoleerd geraakt. De Nederlandse sociale geografie zocht versneld aansluiting bij de ontwikkelingen in het vakgebied elders (Ruimtelijke analyse en behaviorale geografie ). In het algemeen konden sociaal-geografen niet goed meer overweg met de traditionele historische benadering van de historisch-geograaf. Deze situatie zou geruime tijd duren. Ze heeft ertoe geleid dat historisch-geografen zich als het ware terugtrokken op een eigen domein, het (cultuur)landschap. Merkwaardig genoeg groeide in die periode de maatschappelijke vraag naar historisch-geografische kennis bij de voorbereiding en uitvoering van ruimtelijke plannen. De geschiedenis van het cultuurlandschap werd vanaf 1970 de kernactiviteit van de historische geografie in Nederland.
Aan de Universiteit van Amsterdam was Guus Borger Elisabeth Gottschalk opgevolgd. Het lectoraat historische geografie was inmiddels omgezet in een hoogleraarschap. Borger was in 1974 gepromoveerd op een historisch-geografisch onderzoek naar het verdwijnen van het veendek in een deel van Westfriesland. Borger is nu tevens als hoogleraar historische geografie verbonden aan de Vrije Universiteit, waar Marcus Willem Heslinga tot 1984 hoogleraar historische geografie en geschiedenis der geografische wetenschappen was. De Universiteit van Amsterdam kent momenteel nog een historisch-geografische leerstoel. Dat is de bijzondere leerstoel waterstaatgeschiedenis van 1500-heden, in het bijzonder Ancièn Régime, tot 2006 bezet door Gerard van de Ven.
In Wageningen was de historische geografie tot ontwikkeling gekomen binnen de STIBOKA, de Stichting voor Bodemkartering (opgericht in 1945). Bodemkartering werd daar gezien als een interdisciplinaire activiteit, waarbij ook historisch-geografen werden ingeschakeld. Vanaf 1988 is Jelle Vervloet hoogleraar historische geografie. De activiteiten van de Wageningse groep zijn gericht op toepassing van historisch-geografische inzichten bij vraagstukken van ruimtelijke planning.
De Universiteit Utrecht heeft geen afzonderlijke leerstoel op het gebied van de historische geografie, maar er wordt wel historisch-geografisch onderzoek gedaan. Hans Renes werkte sinds 1995 in deeltijd aan de faculteit Ruimtelijke Wetenschappen van de Universiteit Utrecht (tegenwoordig de faculteit Geowetenschappen), en eind 1998 verruilde hij zijn Wageningse baan in voltijd voor deze functie. In 2021 ging hij met emeritaat.
De Universiteit Groningen heeft in 2005 de historisch geograaf Theo Spek benoemd tot bijzonder hoogleraar Landschapsgeschiedenis bij de Faculteit der Letteren. Deze nieuwe leerstoel is ingesteld door het Groninger Universiteits Fonds met steun van de Rijksdienst voor Archeologie, Cultuurlandschap en Monumenten (RACM). De leeropdracht omvat zowel de inhoudelijke aspecten van de Nederlandse en Europese cultuurlandschapsgeschiedenis, alsook de maatschappelijke doorwerking in de beleidsvelden van erfgoedzorg en ruimtelijke ordening.

## Geografisch informatietechnologie
De geografische informatietechnologie heeft zich na 1970 snel ontwikkeld. In het laatste decennium is dat nog eens versterkt door de groeiende betekenis van het internetgebruik. Geografische informatietechnologie is eigenlijk een verzamelnaam voor een gevarieerde groep ruimtelijke informatiesystemen. Zonder uitputtend te zijn, kunnen daartoe worden gerekend: ‘computer-aided design’ (CAD), ‘global position and navigation systems’, ‘Remote sensing’ (RS), ‘geografisch informatiesysteem’ (GIS) en ‘spatial decision support systems’. Genoemde informatiesystemen worden uiteraard niet alleen door sociaal-geografen gebruikt. Elke wetenschap die gebruikmaakt van ruimtelijke gegevens, kent ook het gebruik van geografische informatietechnologie. GIS en RS zijn van groot belang voor de aardwetenschappen (geologie, geodesie en fysische geografie bijvoorbeeld), maar ook voor de ruimtelijke economie en de planologie. Vanzelfsprekend zijn ze ook een belangrijk deel van de cartografie geworden. Geografische informatietechnologie wordt buiten de universitaire instellingen actief gebruikt. Veel overheidsorganen hebben er gespecialiseerde afdelingen voor en voorts is een groot aantal particuliere bureaus op dit gebied werkzaam.
Van de bovengenoemde ruimtelijke informatiesystemen zijn met name GIS en RS voor de sociale geografie van belang geweest. De term GIS kwam aan het einde van de jaren zestig in gebruik. GIS kan worden omschreven als een combinatie van computerhardware en –software waarmee ruimtelijke gegevens opgeslagen, verwerkt, toepasbaar en gepresenteerd kunnen worden. RS heeft betrekking op alle methoden waarmee op afstand gegevens van objecten kunnen worden verkregen. In de ruimtelijke wetenschappen betreft dat vooral gegevens van het aardoppervlak verkregen door vliegtuigen en satellieten.
Vrijwel alle Nederlandse universiteiten kennen gespecialiseerde instituten of groepen voor GIS en/of RS-onderzoek. De Universiteit Utrecht kreeg in 1972 een leerstoel sociale geografie, in het bijzonder de geografische informatieverwerking Henk Ottens. Wageningen Universiteit, TU Enschede (ITS) en TU-Delft hebben gespecialiseerde centra en leerstoelen. In Nijmegen wordt sinds enkele jaren GIS actief geïntegreerd in de studie sociale geografie.